# Jo Kwan-woo
Jo Kwan-woo (조관우?, Jo Gwan-uLR, Cho KwanuMR; 3 agosto 1965) è un cantautore e attore sudcoreano.
Ha esordito nel 1994 e riscosso molto successo con il suo secondo album, Memory (1995), che ha venduto 3 milioni di copie ed è considerato uno dei dischi migliori degli anni Novanta dai critici musicali coreani. Ha pubblicato nove album in studio nel corso della sua carriera.
Suo padre Jo Tong-dal è un cantante pansori.

## Discografia

### Album in studio
- 1994 – My First Story
- 1995 – Memory
- 1996 – My Third Story About...
- 1997 – Waiting
- 1999 – Paradise Lost
- 2001 – Jo Kwanwoo #6
- 2002 – My Memories 2
- 2003 – Impression
- 2018 – Begin Again

## Filmografia

### Cinema
- Joseonmyeongtamjeong: Sarajin nob-ui ttal (조선명탐정: 사라진 놉의 딸?), regia di Kim Sok-yun (2015)[6]
- Geugeonman-i nae sesang (그것만이 내 세상?), regia di Choi Sung-hyun (2018)

### Televisione
- Cheongdam-dong sar-a-yo (청담동 살아요?) – serie TV (2011-2012)